# Abstrakte Algebra
Die Abstrakte Algebra ist das Teilgebiet der Mathematik, das sich mit einzelnen algebraischen Strukturen wie Gruppen, Ringen, Körpern, Moduln und nicht zuletzt den Algebren beschäftigt und deren Eigenschaften untersucht. Die Bezeichnung „abstrakte“ Algebra dient der Abgrenzung zu anderen Teilgebieten der Mathematik, die, historisch bedingt, ebenfalls als Algebra bezeichnet werden, wie etwa die elementare Algebra der Schulmathematik.
In der Geschichte der Mathematik tauchten algebraische Strukturen zuerst in anderen Teilgebieten der Mathematik auf, wurden dann axiomatisch spezifiziert und schließlich als eigenständige Gebilde in der abstrakten Algebra untersucht. Deshalb hat die abstrakte Algebra viele Verbindungen zu allen Zweigen der Mathematik. Durch den abstrakten Zugang lassen sich beispielsweise übergeordnete Symmetrien entdecken, die dann in mehreren, eigentlich ganz verschiedenen Objekten existieren. Ein moderner Ansatz ist die Kategorientheorie. Anwendungen findet die abstrakte Algebra beispielsweise in der Darstellungstheorie oder bei Schemata.
Als erstes Lehrbuch der modernen abstrakten Algebra gilt das Werk Moderne Algebra von Bartel Leendert van der Waerden, das aus den Vorlesungen von Emil Artin und Emmy Noether entstand.
Die Methoden der abstrakten Algebra werden insbesondere in der algebraischen Geometrie, algebraischen Topologie und algebraischen Zahlentheorie eingesetzt.

## Aufbau
Eine kurze Übersicht über die abstrakte Algebra und weiterführende Gebiete.
Gruppentheorie
Endliche Gruppe
Geometrische Gruppentheorie
Ringtheorie
Kommutative Algebra
Körpertheorie
Körpererweiterung
Galoistheorie
Weiterführende Fachgebiete
Algebraische Geometrie
Algebraische Topologie
Algebraische Zahlentheorie
Darstellungstheorie
Homologische Algebra
Kategorientheorie
Lie-Theorie